# Klopoty
Klopoty je osada (původně samota) v okrese Ústí nad Orlicí, katastrálně spadá pod Říčky (část navazující chatové zástavby pod Dobrou Vodu). Dobrá Voda v roce 1949 a Říčky v roce 1960 byly připojeny k obci Rviště, která byla v roce 1961 přejmenovaná na Orlické Podhůří. Osada Klopoty se nachází v údolí odbočujícím z údolí Tiché Orlice, asi 4 km východojihovýchodně od středu města Brandýs nad Orlicí. Vede sem silnička odbočující ze silnice u Dobré Vody, cesta také vede od Bezpráví. Osada leží v nadmořské výšce asi 340-360 m n. m. Dnes slouží hlavně k rekreačním účelům.

## Zajímavosti
- Kaple Panny Marie Pomocné - původně empirová z roku 1812, obnovena 1892. Postavena nad studánkou, v níž pramení Klopotský potok (přítok Tiché Orlice). Pramen byl považován za léčivý, proto došlo k založení kaple.
- okolní příroda, hlavně údolí Tiché Orlice a lesnaté svahy nad ní
- osadám Klopoty a Bezpráví věnoval básník Jan Skácel báseň "A víno těm kteříž jsou tesklivého ducha" (sbírka Metličky)